# Benaguasil

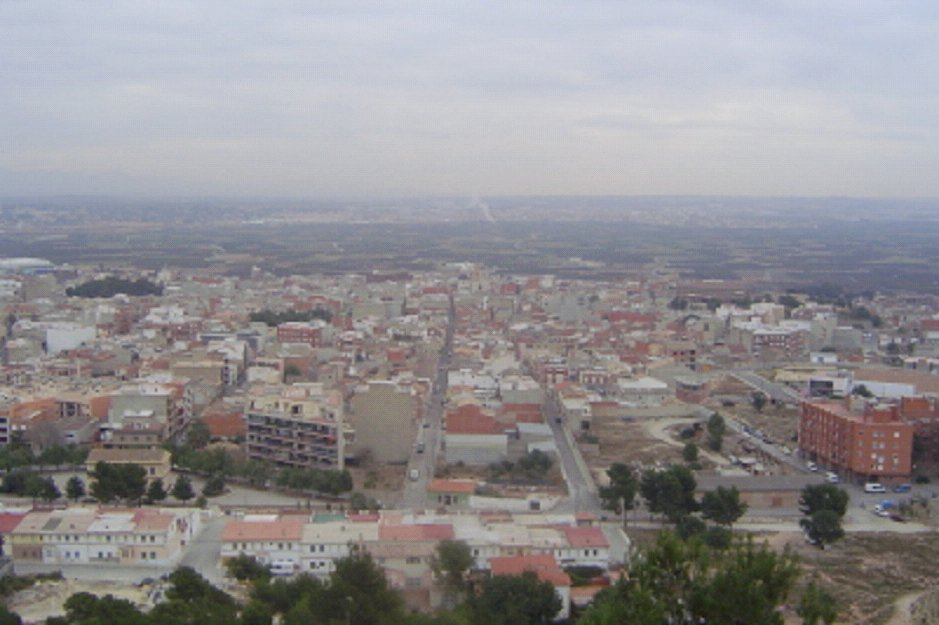

Benaguasil, en valencien et officiellement, (Benaguacil en castillan), est une commune d'Espagne de la province de Valence dans la Communauté valencienne. Elle est située dans la comarque du Camp de Túria et dans la zone à prédominance linguistique valencienne.

## Géographie

Localisation de Benaguasil
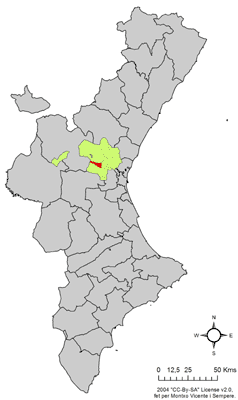
dans la Communauté valencienne.
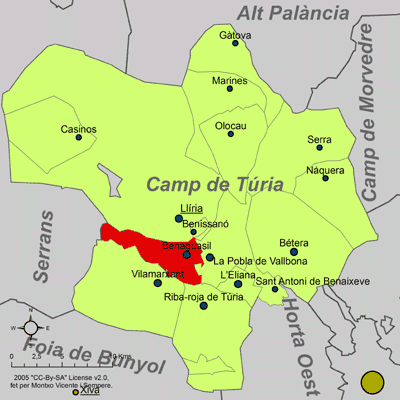
dans la comarque du Camp de Túria.

### Localités limitrophes
Le territoire communal de Benaguasil est voisin de celui des communes suivantes :
Llíria, Benisanó, La Pobla de Vallbona, Riba-roja de Túria, Vilamarxant et Pedralba, toutes situées dans la province de Valence.

### Infrastructures et voies d'accès
La commune de Benaguasil est desservie par la ligne 1 du métro de Valence.

## Démographie
| 1990  | 1992  | 1994  | 1996  | 1998  | 2000  | 2002  | 2004  | 2005  |
| ----- | ----- | ----- | ----- | ----- | ----- | ----- | ----- | ----- |
| 9.194 | 8.854 | 9.291 | 9.155 | 9.151 | 9.206 | 9.408 | 9.618 | 9.850 |

## Administration
Liste des maires, depuis les premières élections démocratiques.
| Législature | Nom du Maire                  | Parti politique                     |  |
| ----------- | ----------------------------- | ----------------------------------- |  |
| 1979-1983   | Antoni Balaguer Escartí       | Comissió Democràtica per Benaguasil |  |
| 1983-1987   | Batiste Durà Subiela          | PSOE                                |  |
| 1987-1991   | Batiste Durà Subiela          | PSOE                                |  |
| 1991-1995   | Joaquín Herráez Bonet         | PP                                  |  |
| 1995-1999   | Joaquín Herráez Bonet         | PP                                  |  |
| 1999-2003   | Joaquín Herráez Bonet         | PP                                  |  |
| 2003-2007   | José Joaquín Segarra Castillo | PP                                  |  |
| 2007-2011   | José Joaquín Segarra Castillo | PP                                  |  |

### Sources
- (es) Cet article est partiellement ou en totalité issu de l’article de Wikipédia en espagnol intitulé « Benaguacil » (voir la liste des auteurs).
- (es) Varaciones de los municipios de España desde 1842, Ministerio de administraciones públicas, octobre 2008, 364 p. (lire en ligne) [PDF]